# Fântâna 1906

Fântâna 1906, construită în Parcul Carol I din București pentru „Expoziția generală română" din 1906

Fântâna 1906 din Parcul Carol I, din București este un monument realizat în stil italian, din diverse sortimente de marmură și granit. Construcția are o înălțime de 4,10 m și este realizată din piatră extrasă din mai multe cariere din România.
Ea a fost construită în apropiere de Arenele Romane de către Serviciul Minelor și Carierelor din Ministerul Agriculturii, Industriei, Comerțului și Domeniilor, pentru „Expoziția generală română", din 1906, dedicată împlinirii a 40 de ani de la urcarea pe tron a regelui Carol I al României, 25 de ani de la proclamarea Regatului României și 1800 de ani de la cucerirea Daciei de către romani.